# Clube Sociedade Esportiva
Der Clube Sociedade Esportiva, in der Regel nur kurz CSE genannt, ist ein Fußballverein aus Palmeira dos Índios im brasilianischen Bundesstaat Alagoas.
Aktuell spielt der Verein in der vierten brasilianischen Liga, der Série D, in der Staatsmeisterschaft von Alagoas sowie im Staatspokal von Alagoas.

## Geschichte
Der Verein wurde am 21. Juni 1947 als Centro Social Esportivo gegründet. Am 7. Mai 1997 wurde er in Clube Sociedade Esportiva umbenannt.

## Erfolge
- Staatsmeisterschaft von Alagoas – Segunda Divisão: 2002
- Staatspokal von Alagoas: 2023, 2025

## Stadion
Der Verein trägt seine Heimspiele im Estádio Juca Sampaio, auch bekannt als Estádio Municipal Juca Sampaio,  in Palmeira dos Índios aus. Das Stadion hat ein Fassungsvermögen von 8000 Personen. Eigentümer der Sportstätte ist der Stadtverwaltung von Palmeira dos Índios.

## Trainerchronik
Stand: Mai 2025
| Trainer           | Nation    | von              | bis               |
| ----------------- | --------- | ---------------- | ----------------- |
| Luiz Carlos Cruz  | Brasilien | 1. Juli 2012     | 30. Juni 2013     |
| Moacir Pereira    | Brasilien | 1. November 2013 | 31. März 2014     |
| Lorival Santos    | Brasilien | 8. Juli 2015     | 3. August 2016    |
| Cleibson Ferreira | Brasilien | 1. Februar 2018  | 30. Juni 2018     |
| Marcelo Buarque   | Brasilien | 1. Dezember 2021 | 14. Januar 2022   |
| Luiz Carlos Cruz  | Brasilien | 1. Januar 2022   | 17. Februar 2022  |
| Alyson Dantas     | Brasilien | 18. Februar 2022 | 25. April 2022    |
| Betinho           | Brasilien | 13. Mai 2022     | 4. Juli 2022      |
| Oliveira Canindé  | Brasilien | 1. Januar 2023   | 2. Februar 2023   |
| Rommel Vieira     | Brasilien | 3. Februar 2023  | 17. Februar 2023  |
| Rogerio Souza     | Brasilien | 1. Januar 2024   | 6. Mai 2024       |
| Rodrigo Fonseca   | Brasilien | 18. Januar 2024  | 1. Februar 2024   |
| Carlos Parreira   | Brasilien | 5. Februar 2024  | 12. April 2024    |
| Jaelson Marcelino | Brasilien | 26. April 2024   | 3. Juni 2024      |
| Leandro Camposo   | Brasilien | 4. Juni 2024     | 13. Dezember 2024 |
| Fernando Tonet    | Brasilien | 1. Januar 2025   | 20. Januar 2025   |
| Carlos Parreira   | Brasilien | 23. Januar 2025  |                   |
| Rommel Vieira     | Brasilien | 25. Februar 2025 |                   |